# Уффінгтонський білий кінь

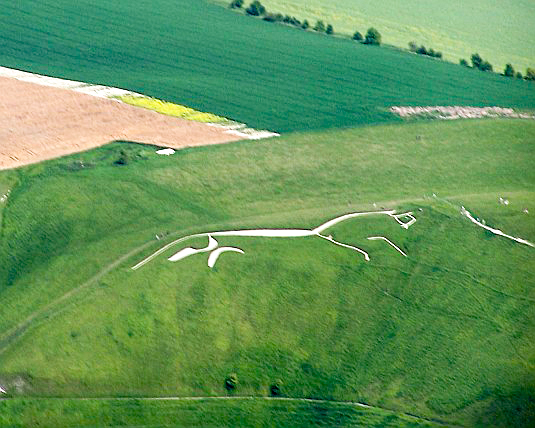
Вид фігури коня з висоти 700 метрів

51°34′39″ пн. ш. 1°34′00″ зх. д. / 51.57750° пн. ш. 1.56667° зх. д.

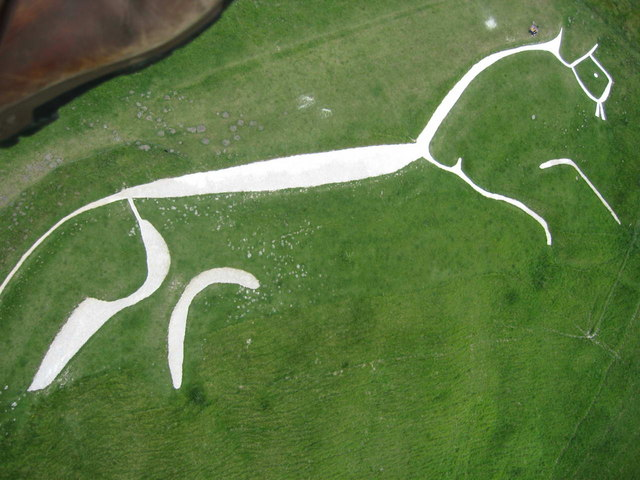
Широкий план

Уффінгтонський білий кінь — сильно стилізована крейдяна фігура білого коня довжиною 110 м, створена способом наповнення битою крейдою глибоких траншей на схилі 261-метрового вапнякового горба поблизу містечка Уффінгтон в англійському графстві Оксфордшир. Перебуває під державною охороною як єдиний англійський геогліф, доісторичне походження якого не викликає сумнівів. Вважається, що предметом зображення є кінь, проте є припущення, що це біжить вовкодав Уффінгтона.
Оптичне датування, здійснене в 1994 році, дає змогу віднести створення фігури до ранньої бронзової доби (приблизно X століття до н. е.). Перед цим дослідженням оцінки віку геогліфа були істотно скромніші. В старовину місцеве населення вважало фігуру за дракона. Говорили, що це той самий дракон, якого переміг небесний покровитель Англії, Юрій (Георгій) Змієборець, на сусідньому пагорбі дракона.
Творцями зображення, мабуть, були мешканці прилеглого городища з площею три гектари, яке в давнину оточував штучний рів. Для того, щоб фігура не заростала травою, її з покоління в покоління регулярно «виполювали». Як правило, ця процедура здійснювалася раз на сім років і збігалася з проведенням місцевого ярмарку. За браком належного догляду крейдяні фігури швидко заростають травою і втрачають чіткість контуру.
Недалеко від зображення пролягає доісторична Ріджуейська дорога, що виникла приблизно 3000 р. до н. е. і далі використовувалася в бронзовій та залізній добі.